# Ochthebius flumineus
Ochthebius flumineus es una especie de escarabajo del género Ochthebius, familia Hydraenidae. Fue descrita científicamente por Orchymont en 1937.
Se distribuye por Nepal (en el macizo montañoso de Annapurna). Mide 2,2 milímetros de longitud.